# Baptiste Gaillard
Baptiste Gaillard (* 13. Dezember 1982 in Freiburg im Üechtland) ist ein Schweizer Künstler und Schriftsteller.

## Leben
Baptiste Gaillard studierte an der Haute École d’art et de design in Genf und erhielt im Jahr 2009 seinen Abschluss in der bildenden Kunst.
Seine Werke wurden bisher in Galerien im europäischen Raum ausgestellt. Es sind meistens Installationen der verschiedensten Art, von Licht bis Ton. Gaillard wandte sich aber immer mehr dem Wort zu und erhielt dafür schon einige Auszeichnungen. 2018 erhielt er den Schweizer Literaturpreis für sein Buch Un domaine de corpuscules, das sich mit der Frage beschäftigt, wie eine Welt ohne Menschen aussehen würde, und versucht, diese Situation nachzustellen.
Gaillard lebt in Lausanne.

## Einzelausstellungen (Auswahl)
- 2012: Ramshackle, U37 Raum für Kunst, Berlin
- 2011: Marais Otto Dix, Les Urbaines, Lausanne
- Ascendants et glissements, Le Labo, Genf
- 2012: Et les indiens marchent dans l'estran (avec Vivian Kasel), Duplex, Genf

## Publikationen (Auswahl)
- 2009: Huis-Clos, Issue N° 06 , exposition au Palais de l'Athénée, 2009 Genf
- 2010: Avant-Goût, Live in your Head, HEAD-Genève, Genf
- 2011: Crosnier Extra Muros, les cahiers de la classe des beaux-arts, Genf
- 2013: Le Chemin de Lennie. Héros-Limite, Genf, ISBN 978-2-940358-95-3
- 2017: Un domaine des corpuscules. Hippocampe éditions, Lyon 2017, ISBN 979-10-96911-02-8.

## Preise und Stipendien
- 2009: Atelier du Fonds municipal d'art contemporain, Grütli 2010–2012, Genf[4]
- 2011: Bourse du Fonds cantonal d'art contemporain, Genf
- 2018: Schweizer Literaturpreis für Un domaine des corpuscules[2]